# Piosenki z dreszczykiem
Piosenki z dreszczykiem - dziesiąty minialbum Reny Rolskiej wydany w 1967 roku przez Pronit. Wszystkie utwory na płycie zostały nagrane w studiu Polskich Nagrań w Warszawie.

## Spis utworów
Strona a:
1. Dwudziestu trzech (Ryszard Sielicki - Andrzej Bianusz)
2. Esteta (Jerzy Derfel - Marian Jonkajtys)

Strona b:
1. Gość z zaświatów (Janusz Bogacki - Maciej Zembaty)
2. Dziwny pan (Janusz Bogacki - Maciej Zembaty)

## Muzycy
- Rena Rolska - śpiew
- Zespół Instrumentalny - akompaniament
- Jerzy Derfel - dyrekcja

## Okładka
Płyta posiadała dedykowaną specjalnie dla niej okładkę, na której zamieszczono zdjęcie Reny Rolskiej autorstwa Zofii Nasierowskiej.